# Амон, Мориссетт
Йоханн Мориссетт Дауг Амон (англ. Johanne Morissette Daug Amon; род. 2 июня 1996, Себу, Филиппины), более известная под своим сценическим псевдонимом Мориссетт — филиппинская певица, актриса и телеведущая. Стала известна после того, как в возрасте 14 лет заняла второе место в Star Factor TV5. В 2012 году Амон дебютировала на профессиональной сцене в репертуарной филиппинской постановке Disney's Camp Rock в роли Митчи Торрес. Участвовала в первом сезоне шоу «Голос Филиппин» от ABS-CBN в 2013 году, где стала частью команды Сары Джеронимо.

## Биография
Амон родилась и выросла в Себу. В начале 2014 года стала записывающейся артисткой Star Music и выпустила свой первый альбом под названием Morissette в марте 2015 года, после чего была отмечена как «Следующая большая дива». Официально стала частью воскресного дневного шоу ABS-CBN, ASAP в январе 2014 года, и была представлена как одна из «доморощенных див», которая в конечном итоге стала «Birit Queens» ASAP[прояснить].
В 2015 году дебютный альбом получил статус платинового.
Первая филиппинская артистка, у которой есть собственный канал V-Live, популярный южнокорейский сервис потокового видео для знаменитостей.

## Личная жизнь
В декабре 2020 года Амон объявила о своей помолвке с певцом Дэйвом Ламаром.